# 巴加爾布爾
巴加爾布爾（英語：Bhagalpur），是印度比哈爾邦東部的一座城市，位於恆河南岸。它在比哈爾邦內僅次於巴特那，是第二大城，也是該邦東部的最大城市，人口622,537人（2011年）。它是印度東部主要的教育、商業、政治中心之一，為巴加爾布爾縣縣治所在地。該城市位於巴特那東邊220公里，蒙格埃爾東邊60公里。
巴加爾布爾發展甚早，在7世紀中國僧人玄奘、法顯到達該地時，已經是印度東部最大的貿易中心之一。當地的絲綢業已有數百年的歷史，因而被稱為印度的「絲城」。目前設有絲綢學院及農業大學。